# State of Flow
State of Flow è il quarto album pubblicato dalla punk rock band svedese No Fun At All, il primo dopo che il bassista storico Henrik Sunvisson lasciò la band nel 1999. Inizialmente fu Mikael a sostituirlo al basso arruolando nella band Stefan Neuman come secondo chitarrista. Da quest'album è stato estratto un solo singolo: Second Best di cui fu realizzato anche un video musicale. L'anno seguente all'uscita dell'album la band si scioglie temporaneamente.

## Tracce
1. Celestial Q&A
2. Waste of Time
3. Second Best
4. Stumble and Fall
5. Not in the Mood
6. My extraordinary Mind
7. FM Vanity
8. Joe Delord
9. Perfect Sense
10. Lesson Never Learned
11. The Slanderour Clientele
12. Esds
13. Time Machine (bonus track nella versione per il mercato giapponese))

## Formazione
- Ingemar Jansson - voce
- Stefan Neuman - chitarra
- Christer Johansson - chitarra
- Mikael Danielsson - basso, chitarra e cori
- Kjell Ramstedt - batteria